# Монтічеллі-д'Онджина
Монтічеллі-д'Онджина (італ. Monticelli d'Ongina) — муніципалітет в Італії, у регіоні Емілія-Романья,  провінція П'яченца.
Монтічеллі-д'Онджина розташоване на відстані близько 410 км на північний захід від Рима, 130 км на північний захід від Болоньї, 19 км на схід від П'яченци.
Населення — 5288 осіб (2014).
Щорічний фестиваль відбувається 10 серпня. Покровитель — святий мученик Лаврентій.

## Демографія
Населення за роками:

Станом на 1 січня 2023 року в муніципалітеті офіційно проживало 579 іноземців з 45 країн, серед них 162 громадяни країн Євросоюзу та 12 громадян України.

## Сусідні муніципалітети
- Каорсо
- Кастельнуово-Бокка-д'Адда
- Кастельветро-П'ячентіно
- Кремона
- Кротта-д'Адда
- Сан-П'єтро-ін-Черро
- Спінадеско
- Вілланова-сулл'Арда